# No Flag
No Flag è un singolo del produttore musicale statunitense London on da Track, pubblicato il 24 agosto 2017 su etichetta RCA Records.
Il brano vede la partecipazione della rapper trinidadiana Nicki Minaj Nicki Minaj, del rapper britannico 21 Savage e del rapper statunitense Offset.

## Tracce
Testi e musiche di Onika Tanya Maraj,
London Holmes, Kiari Cephus, Shayaa Bin Abraham-Joseph, Hector Chapparo, Aubrey Robinson, Kendall Bailey, Kevin Richardson II.
1. No Flag (feat. Nicki Minaj, 21 Savage, Offset) – 3:32

## Formazione
Musicisti
- 21 Savage – voce
- Nicki Minaj – voce
- Offset – voce

Produzione
- London on da Track – produzione, missaggio
- Iván Jiménez – ingegneria del suono
- David Nakaji – ingegneria del suono
- Jaycen Joshua – missaggio
- Roark Bailey – missaggio